# Франц Оберахер
Франц Оберахер (нім. Franz Oberacher, нар. 24 березня 1954, Наттерс) — австрійський футболіст, фланговий півзахисник.
Насамперед відомий виступами за клуби «Нюрнберг» та «Аустрія» (Клагенфурт), а також національну збірну Австрії.

## Клубна кар'єра
У дорослому футболі дебютував 1973 року виступами за команду клубу «Ваккер» (Інсбрук), в якій провів шість сезонів, взявши участь у 139 матчах чемпіонату.
Своєю грою за цю команду привернув увагу представників тренерського штабу німецького «Нюрнберга», до складу якого приєднався 1979 року. Відіграв за нюрнберзький клуб наступні два сезони своєї ігрової кар'єри. Більшість часу, проведеного у складі «Нюрнберга», був основним гравцем команди. У складі «Нюрнберга» був одним з головних бомбардирів команди, маючи середню результативність на рівні 0,38 голу за гру першості.
1981 року уклав контракт з нідерландським клубом АЗ, у складі якого провів наступні два роки своєї кар'єри гравця.
1983 року перейшов до клубу «Аустрія» (Клагенфурт), за який відіграв 4 сезони. Граючи у складі клагенфуртської «Аустрії» також здебільшого виходив на поле в основному складі команди. Завершив професійну кар'єру футболіста виступами за клагенфуртську «Аустрію» у 1987 році.

## Виступи за збірну
1976 року дебютував в офіційних матчах у складі національної збірної Австрії. Протягом кар'єри у національній команді, яка тривала з великими перервами загалом 10 років, провів у формі головної команди країни лише 8 матчів.
У складі збірної був учасником чемпіонату світу 1978 року в Аргентині.